# Miss Mona
Miss Mona je francouzský hraný film z roku 1987, který režíroval Mehdi Charef podle vlastního scénáře.

## Děj
Samir je mladý imigrant z Maghrebu, který žije ve Francii nelegálně. Právě přišel o práci na černo, která mu zajišťovala živobytí. Seznámí se se slečnou Monou, starým transvestitou, který žije v karavanu — se svým otcem, také transvestitou a nyní senilním — který se živí hádáním z karet a kuplířstvím a drobnými podvody (sám odmítá prostituci). Jeho cílem je vybrat dostatek peněz na operaci a stát se ženou. Samir by rád získal falešné doklady. Na radu Mony se Samir začne prostituovat.

## Obsazení
| Jean Carmet           | Miss Mona          |
| Ben Smaïl             | Samir              |
| Albert Klein          | otec Mony          |
| Albert Delpy          | Jean               |
| Michel Peyrelon       | tatér              |
| Hélène Duc            | matka Mony         |
| Daniel Schad          | Manu               |
| André Chaumeau        | Gilbert            |
| Philippe de Brugada   | majitel peep-show  |
| Yvette Petit          | Étienne            |
| Maximilien Decroux    | mim                |
| Pierre Large          | postižený          |
| Cyril Spiga           | Adrien             |
| Sylvain Lévignac      | šéf dílny          |
| Alain Frérot          | přechovávač        |
| Didier Saada          | klient Mony        |
| Roch Leibovici        | mladý prostitut    |
| Alain Serve           | policista v civilu |
| Thierry de Droidcourt | policista v civilu |

## Ocenění
- César: nominace v kategorii nejlepší herec (Jean Carmet)